# هانائو
شهر هاناو در ایالت هسن در کشور آلمان واقع شده‌است.

## نگارخانه

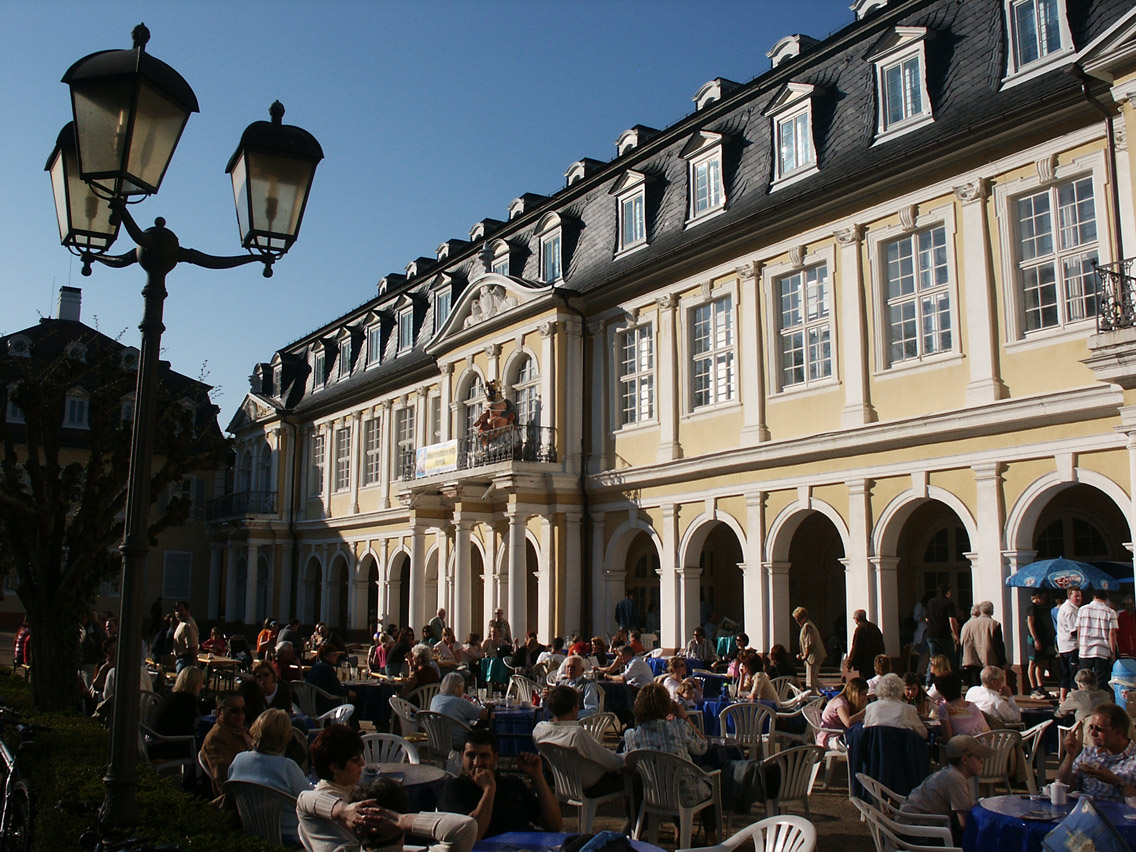
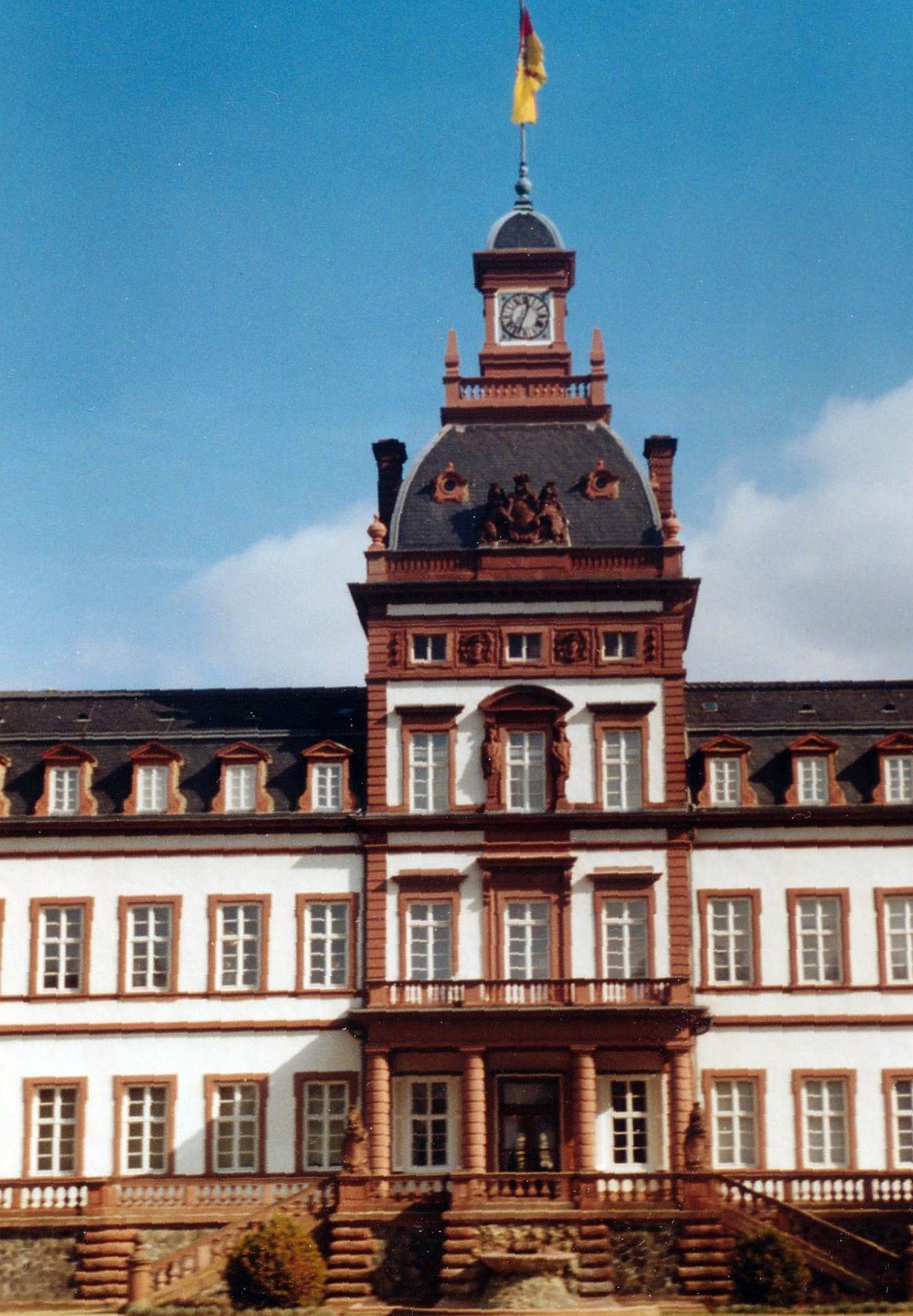
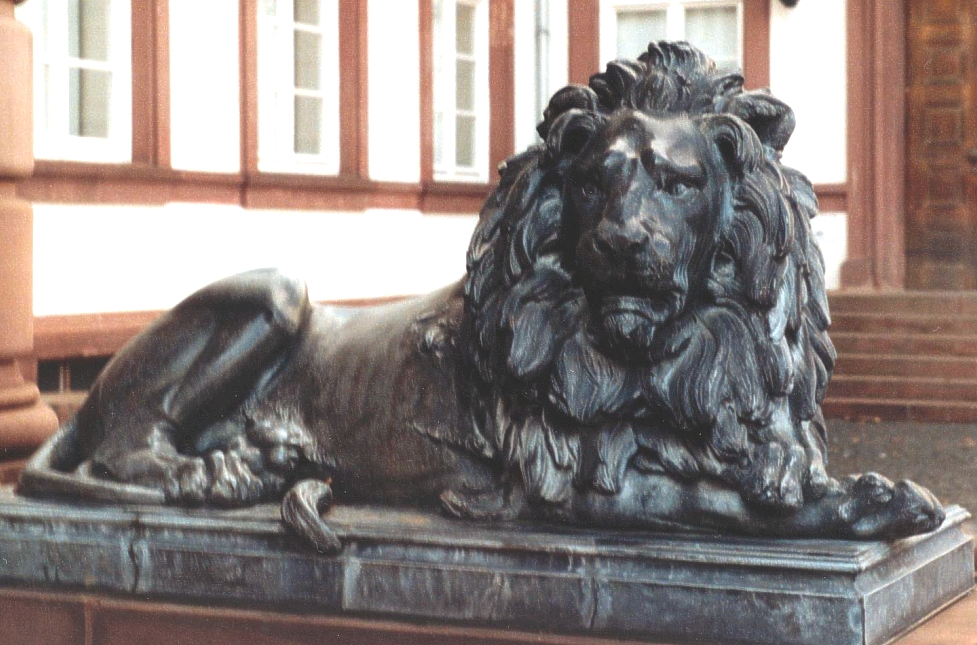